# 斯氏鰩
斯氏鰩（學名：Raja straeleni），為軟骨魚綱鰩目鰩科鰩屬的一種，分布於東大西洋西撒哈拉里奧德奧羅至南非海域，深度80至800公尺，本魚有鈍且具稜角的吻部、長而粗的尾巴和寬而扁平的體盤，以及翼狀胸鰭，體色淺棕色，帶有黑色斑點和蓮座狀花序，胸鰭基部附近有一個深褐色的眼斑，但幼魚沒有這種斑紋，身體上側佈滿許多棘狀刺，背部和尾部也有一排堅硬的刺，體長可達70公分，棲息在水淺的封閉海灣至大陸坡海域，為底棲性魚類，肉食性，卵生，生活習性不明，可做為食用魚。